# Lekkoatletyka na Igrzyskach Azji Południowo-Wschodniej 2023
Zawody w lekkoatletyce na Igrzyskach Azji Południowo-Wschodniej 2023 zostały rozegrane w dniach 5-16 maja 2023 roku. Areną zmagań były Morodok Techo National Stadium (konkurencje biegowe i techniczne) oraz Angkor Wat (konkurencje chodziarskie oraz maratonowe).

## Rezultaty

### Mężczyźni
| Konkurencja                   | 1. miejsce                                                                                 | Wynik     | 2. miejsce                                                                              | Wynik         | 3. miejsce                                                                              | Wynik     |
| ----------------------------- | ------------------------------------------------------------------------------------------ | --------- | --------------------------------------------------------------------------------------- | ------------- | --------------------------------------------------------------------------------------- | --------- |
| Bieg na 100 m                 | Soraoat Dabbang                                                                            | 10,37     | Marc Brian Louis                                                                        | 10,39         | Muhammad Haiqal Hanafi                                                                  | 10,45     |
| Bieg na 200 m                 | Soraoat Dabbang                                                                            | 20,62     | Ngần Ngọc Nghĩa                                                                         | 20,84         | Lalu Muhammad Zohri                                                                     | 21,02     |
| Bieg na 400 m                 | Umar Osman                                                                                 | 46,34     | Umajesty Williams                                                                       | 46,52         | Frederick Ramirez                                                                       | 46,63     |
| Bieg na 800 m                 | Chhun Bunthorn                                                                             | 1:52,91   | Lương Đức Phước                                                                         | 1:53,34       | Wan Muhammad Fazri                                                                      | 1:53,86   |
| Bieg na 1500 m                | Kieran Tuntivate                                                                           | 3:58,51   | Lương Đức Phước                                                                         | 3:59,31       | Wahyudi Putra                                                                           | 3:59,36   |
| Bieg na 5000 m                | Kieran Tuntivate                                                                           | 14:34,77  | Sonny Wagdos                                                                            | 14:36,45      | Robi Syianturi                                                                          | 14:43,45  |
| Bieg na 10 000 m              | Rikki Marthin Simbolon                                                                     | 31:08,85  | Soh Rui Yong                                                                            | 31:10,70      | Tan Htike Soe                                                                           | 31:25,55  |
| Bieg na 3000 m z przeszkodami | Nguyễn Trung Cường                                                                         | 8:51,99   | Lê Tiến Long                                                                            | 8:53,62       | Pandu Sukarya                                                                           | 8:55,05   |
| Bieg na 110 m przez płotki    | Natthaphon Dansungnern Ang Chen Xiang                                                      | 13,83     | nie przyznano                                                                           | nie przyznano | John Cabang                                                                             | 13,85     |
| Bieg na 400 m przez płotki    | Eric Cray                                                                                  | 50,30     | Natthaphon Dansungnern                                                                  | 50,73         | Calvin Quek                                                                             | 50,75     |
| Sztafeta 4 × 100 m            | Indonezja Adith Pradana · Bayu Kertanegara · Lalu Muhammad Zohri · Sudirman Hadi           | 39,11     | Tajlandia Chayut Khongprasit · Kobsit Sittichai · Muhamat Salaeh · Piyawat Aendu        | 39,13         | Malezja Jonathan Nyepa · Khairul Hafiz Jantan · Mohamed Eizlan Dahalan · Mohamed Arsyad | 39,36     |
| Sztafeta 4 × 100 m            | Indonezja Adith Pradana · Bayu Kertanegara · Lalu Muhammad Zohri · Sudirman Hadi           | 39,11     | Tajlandia Chayut Khongprasit · Kobsit Sittichai · Muhamat Salaeh · Piyawat Aendu        | 39,13         | Singapur Mark Lee · Joshua Chua · Xander Ho · Marc Brian Louis                          | 39,36     |
| Sztafeta 4 × 400 m            | Filipiny Clinton Kingsley Bautista · Joyme Sequita · Michael del Prado · Umajesty Williams | 3:07,22   | Tajlandia Aphisit Chumsri · Jirateep Bundee · Semathong Ruamchok · Khongjeam Thawatchai | 3:07,23       | Malezja Muhammad Firdaus Zemi · Ruslem Zikry Roseli · Tharshan Shanmugam · Umar Osman   | 3:08,82   |
| Maraton                       | Agus Prayogo                                                                               | 2:32:39   | Arlan Arbois                                                                            | 2:33:27       | Hoàng Nguyên Thanh                                                                      | 2:35:49   |
| Chód na 20 km                 | Hendro Yap                                                                                 | 1:40:42   | Nguyễn Thành Ngưng                                                                      | 1:45:36       | Pyae Phyo Htun                                                                          | 1:49:39   |
| Skok wzwyż                    | Tawan Kaewkam                                                                              | 2,27 ·    | Vũ Đức Anh                                                                              | 2,17          | Glenn Felix Jerus                                                                       | 2,15      |
| Skok o tyczce                 | Ernest John Obiena                                                                         | 5,65      | Kasinpob Chomchanad                                                                     | 5,20          | Patsapong Amsam-ang                                                                     | 5,20      |
| Skok w dal                    | Janry Ubas                                                                                 | 7,85      | Nguyễn Tiến Trọng                                                                       | 7,66          | Sapwaturrahman                                                                          | 7,62      |
| Trójskok                      | Andre Anura                                                                                | 16,06     | Ronne Malipay                                                                           | 15,74         | Mark Harry Diones                                                                       | 15,70     |
| Pchnięcie kulą                | Jakkapat Noisri                                                                            | 17,84     | Phan Thanh Bình                                                                         | 17,39         | Muhammad Ziyad Zolkefli                                                                 | 17,30     |
| Rzut dyskiem                  | Irfan Shamsuddin                                                                           | 57,83     | Keatpradit Srisai                                                                       | 51,89         | Bandit Singhatongkul                                                                    | 50,02     |
| Rzut młotem                   | Kittipong Boonmawan                                                                        | 64,49     | Jackie Wong                                                                             | 64,20         | Sadat Marzuqi Ajisan                                                                    | 59,76     |
| Rzut oszczepem                | Abdul Hafiz                                                                                | 69,60     | Nguyễn Hoài Văn                                                                         | 69,55         | Agustinus Abadi Ndiken                                                                  | 66,20     |
| Dziesięciobój                 | Sutthisak Singkhon                                                                         | 7468 pkt. | Janry Ubas                                                                              | 6923 pkt.     | Aries Toledo                                                                            | 6891 pkt. |

### Kobiety
| Konkurencja                   | 1. miejsce                                                                           | Wynik     | 2. miejsce                                                                         | Wynik     | 3. miejsce                                                                                         | Wynik     |
| ----------------------------- | ------------------------------------------------------------------------------------ | --------- | ---------------------------------------------------------------------------------- | --------- | -------------------------------------------------------------------------------------------------- | --------- |
| Bieg na 100 m                 | Shanti Veronica Pereira                                                              | 11,40     | Supanich Poolkerd                                                                  | 11,58     | Trần Thị Nhi Yến                                                                                   | 11,75     |
| Bieg na 200 m                 | Shanti Veronica Pereira                                                              | 22,69     | Trần Thị Nhi Yến                                                                   | 23,54     | Zaidatul Husniah Zulkifli                                                                          | 23,60     |
| Bieg na 400 m                 | Shereen Samson Vallabouy                                                             | 52,53     | Nguyễn Thị Huyền                                                                   | 53,27     | Nguyễn Thị Hằng                                                                                    | 53,84     |
| Bieg na 800 m                 | Nguyễn Thị Thu Hà                                                                    | 2:08,55   | Bùi Thị Ngân                                                                       | 2:08,96   | Goh Chui Ling                                                                                      | 2:09,15   |
| Bieg na 1500 m                | Nguyễn Thị Oanh                                                                      | 4:16,85   | Bùi Thị Ngân                                                                       | 4:24,57   | Goh Chui Ling                                                                                      | 4:26,33   |
| Bieg na 5000 m                | Nguyễn Thị Oanh                                                                      | 17:00,33  | Phạm Thị Hồng Lệ                                                                   | 17:06,72  | Odekta Elvina Naibaho                                                                              | 17:13,63  |
| Bieg na 10 000 m              | Nguyễn Thị Oanh                                                                      | 35:11,53  | Phạm Thị Hồng Lệ                                                                   | 35:21,09  | Odekta Elvina Naibaho                                                                              | 35:31,03  |
| Bieg na 3000 m z przeszkodami | Nguyễn Thị Oanh                                                                      | 10:34,37  | Joida Gagnao                                                                       | 10:40,96  | Nguyễn Thị Hương                                                                                   | 11:00,85  |
| Bieg na 100 m przez płotki    | Huỳnh Thị Mỹ Tiên                                                                    | 13,50     | Bùi Thị Nguyên                                                                     | 13,52     | Dina Aulia                                                                                         | 13,59     |
| Bieg na 400 m przez płotki    | Nguyễn Thị Huyền                                                                     | 56,29     | Robyn Lauren Brown                                                                 | 56,51     | Nguyễn Thị Ngọc                                                                                    | 59,09     |
| Sztafeta 4 × 100 m            | Tajlandia Atchiha Phetkun · Jirapat Khanonta · Manatsada Sanmano · Sukanda Petraksa  | 44,24     | Wietnam Hoàng Dư Ý · Kha Thanh Trúc · Huỳnh Thị Mỹ Tiên · Lê Tú Chinh              | 44,51     | Malezja Azreen Nabila Alias · Nur Afrina Batrisyia · Nur Aishah Rofina · Zaidatul Husniah Zulkifli | 44,58     |
| Sztafeta 4 × 400 m            | Wietnam Thị Ánh Thục Hoàng · Nguyễn Thị Hằng · Hoàng Thị Minh Hạnh · Nguyễn Thị Ngọc | 3:33,05   | Filipiny Bernalyn Bejoy · Robyn Lauren Brown · Jessel Lumapas · Maureen Schrijvers | 3:37,75   | Tajlandia Arisa Weruwanarak · Benny Nontanam · Sasipim Satachot · Sukanya Janchaona                | 3:39,29   |
| Chód na 20 km                 | Nguyễn Thị Thanh Phúc                                                                | 1:55:02   | Violine Intan Puspita                                                              | 1:55:14   | Kotchapon Tangsrivong                                                                              | 1:57:11   |
| Skok wzwyż                    | Thanlada Thongchomhunut                                                              | 1,79      | Phạm Thị Diễm                                                                      | 1,77      | Michelle Sng Suat Li                                                                               | 1,73      |
| Skok o tyczce                 | Chontchita Chomchuendee                                                              | 4,05      | Nor Sarah Adi                                                                      | 4,05      | Natalie Uy                                                                                         | 4,00      |
| Skok w dal                    | Maria Natalia Londa                                                                  | 6,28      | Bùi Thị Thu Thảo                                                                   | 6,13      | Bùi Thị Loan                                                                                       | 6,02      |
| Trójskok                      | Parinya Chuaimaroeng                                                                 | 13,60     | Maria Natalia Londa                                                                | 13,50     | Nguyễn Thị Hương                                                                                   | 13,46     |
| Pchnięcie kulą                | Areerat Intadis                                                                      | 16,71     | Eki Febri Ekawati                                                                  | 15,24     | Nani Sahirah Maryata                                                                               | 14,44     |
| Rzut dyskiem                  | Subenrat Insaeng                                                                     | 57,69     | Queenie Ting                                                                       | 50,73     | Lê Thị Cẩm Dung                                                                                    | 45,08     |
| Rzut młotem                   | Xiu Mei Wong                                                                         | 61,87     | Mingkamon Koomphon                                                                 | 57,86     | Nurul Hidayah Lukman                                                                               | 49,61     |
| Rzut oszczepem                | Jariya Wichaidit                                                                     | 52,60     | Gennah Malapit                                                                     | 49,55     | Evalyn Palabrica                                                                                   | 48,31     |
| Siedmiobój                    | Nguyễn Linh Na                                                                       | 5403 pkt. | Sarah Dequinan                                                                     | 5369 pkt. | Sunisa Khotseemueang                                                                               | 5253 pkt. |

### Zawody mieszane
| Konkurencja                 | 1. miejsce                                                                   | Wynik   | 2. miejsce                                                                      | Wynik   | 3. miejsce                                                                           | Wynik   |
| --------------------------- | ---------------------------------------------------------------------------- | ------- | ------------------------------------------------------------------------------- | ------- | ------------------------------------------------------------------------------------ | ------- |
| Sztafeta mieszana 4 × 400 m | Wietnam Trần Nhật Hoàng · Nguyễn Thị Hằng · Trần Đình Sơn · Nguyễn Thị Huyền | 3:21,27 | Tajlandia Nuansi Sarawut · Benny Nontanam · Joshua Atkinson · Supanich Poolkerd | 3:23,02 | Filipiny Umajesty Williams · Jessel Lumapas · Michael del Prado · Robyn Lauren Brown | 3:23,69 |

## Klasyfikacja medalowa
Kolorem niebieskim oznaczono kraj organizujący igrzyska.
| Miejsce | Państwo   | Złoto | Srebro | Brąz | Razem |
| ------- | --------- | ----- | ------ | ---- | ----- |
| 1.      | Tajlandia | 16    | 8      | 5    | 29    |
| 2.      | Wietnam   | 12    | 20     | 8    | 40    |
| 3.      | Indonezja | 7     | 3      | 9    | 19    |
| 4.      | Malezja   | 5     | 3      | 11   | 19    |
| 5.      | Filipiny  | 4     | 10     | 8    | 22    |
| 6.      | Singapur  | 3     | 2      | 5    | 10    |
| 7.      | Kambodża  | 1     | 0      | 0    | 1     |
| 8.      | Mjanma    | 0     | 0      | 2    | 2     |
| Razem   | Razem     | 48    | 46     | 48   | 142   |